# Общая хроника Испании 1344 года
О́бщая хро́ника Испа́нии 1344 го́да (порт. Crónica Geral de Espanha de 1344, исп. Crónica General de España de 1344 или исп. Crónica de 1344) — условное название, принятое в XX веке для обозначения исторической хроники, скомпилированной под руководством дона Педру Афонсу Португальского, 3-го графа де Барселуш около 1344 года. Оригинал утерян, хроника дошла до нас в более поздних версиях, самые ранние из которых датируются около 1400 года. Списки рукописей хранятся в библиотеках Испании, Португалии и Франции. До сих пор вопрос о языке оригинала остаётся открытым: португальские исследователи полагают, что изначально труд был создан на галисийско-португальском языке, испанские учёные склоняются к мнению о кастильском языке первой версии хроники. Данная компиляция считается важным историографическим источником по истории Пиренейского полуострова и памятником португальской литературы.

## Манускрипты
Из дошедших до наших дней рукописей выделяются две, критические издания которых вышли в XX веке:
- M — кодекс 2656 из библиотеки университета Саламанки, наиболее ранняя версия на кастильском языке, содержит отсутствующие в других рукописях части.
- L (M.S.A. 1 или ms. Az. 1) — иллюминированная рукопись под оригинальным названием Chronica de Hespanha представляет обновлённую и дополненную редакцию на португальском языке первой четверти XV века. Копия не датирована, содержит 336 фолио размером 470 х 322 мм., из них 332 с текстом, хранится в Лиссабонской академии наук в отделе «Манускрипты голубой серии» (Manuscritos da Série Azul) под № 1[2][3].

Как указанный манускрипт, так и другие рукописи на португальском языке не приводят две важные части оригинальной хроники: правление португальских королей в описании времён Альфонсо VII и заключительную часть о правлениях королей Кастилии и Леона Альфонсо X и Альфонсо XI после смерти Фернандо III.
Все манускрипты отличаются друг от друга языком изложения (галисийско-португальский или кастильский), объёмом и местами их хранения. Сохранилось 6 рукописей на португальском языке и 8 на кастильском языке (2 в 1-й редакции и 6 во 2-й редакции).

## Авторство
В предисловии к 1-му тому критического издания «Общей хроники Испании 1344 года» (1951) Л. Ф. Линдлей Синтра выдвинул подтверждённую данными гипотезу о том, что авторство компиляции, даже несмотря на отсутствие каких-либо документов, удостоверяющих это, следует атрибутировать дону Педру, графу де Барселуш. До этого было принято считать, что хроника составлялась другими авторами. В 1955 году гипотезу Линдлея Синтры поддержал Менендес Пидаль, указав, что предположения о кастильском происхождении хроники и предложения в качестве её авторов дона Хуана Мануэля, короля Альфонсо XI или Хуана Родригеса де Севилья считаются безосновательными гипотезами, когда аргументы Синтры являются достаточно убедительными. В статье 1957 года Линдлей Синтра привёл ещё один весомый аргумент в пользу своей гипотезы: Гомеш Лоуренсу из Бежы обвиняется как главный сеятель раздора между королём Динишем I и инфантом Доном Афонсу, будущим королём Афонсу IV, как в двух известных текстах графа де Барселуш, так и в «Общей хронике Испании 1344 года». В настоящее время мнение о том, что автором компиляции был дон Педру, граф де Барселуш, является общепризнанным.

## Описание
Произведение считается важным источником по истории Испании и Португалии и культуре Пиренейского полуострова. Вероятнее всего, не сохранившийся оригинал данного труда изначально назывался «Хроника Испании» (Chronica de Hespanha). По мнению исследователей, компиляция была создана около 1340 года, но в 1344 году была дополнена самим составителем, что указано в одном из манускриптов с переводом текста на кастильском языке, отчего и получила своё название. Согласно Л. Ф. Линдлею Синтре, заключительная часть хроники с описанием правлений Альфонсо X и Альфонсо XI могла быть написана только после 1347 года. Первому обновлению и переработке труд подвергся во второй половине XIV века, что было завершено около 1400 года, — эта редакция в XX веке стала носить название «Общая хроника Испании 1344 года» или «Вторая всеобщая хроника» (Segunda Crónica Geral). В дальнейшем, начиная немногим ранее 1460 года, повторные редакции значительно сократили труд, убрав, в частности, описания Геракла, мифического основателя Испании, которые доносит лишь текст манускрипта M. По замыслу создателя компиляции, богатого феодала дона Педру, графа де Барселуш, побочного сына португальского короля Диниша I и правнука кастильского короля Альфонсо X Мудрого, третьего по значимости лица в королевстве Португалия после монарха и инфанта, хроника носит характер всеобщей истории: описывает события древних времён, начиная с деяний ветхозаветных персонажей и античности, повествует о правителях Вестготского королевства и завоевании Пиренейского полуострова маврами, приводит данные о реконкисте, заканчивается правлением кастильского короля Альфонсо XI и сведениями о битве при Саладо (1340), именуемой не иначе как битвой при Тарифе.

## Основные издания
Четырёхтомное критическое издание манускрипта на галисийско-португальском языке из собрания Лиссабонской академии наук, 4-й том вышел в 1990 году:
- Crónica geral de Espanha de 1344 : в 3 т. /  ed. crítica do texto português por Luís Filipe Lindley Cintra. — facsimile. — Lisboa : Academia Portuguesa da História, 1951—1961.

Частичное двухтомное критическое издание кодекса 2656 на кастильском языке (начальная часть):
- Crónica de 1344 que ordenó el Conde de Barcelos, Don Pedro Alfonso : в 2 т. /  ed. crítica del texto español por Diego Catalán e María Soledad de Andrés, estudio introductorio de D. Catalán. — Madrid : Seminario Menéndez Pidal, UCM, 1970. — Т. 1. — XCIV, 359 p.

Двухтомное критическое издание кодекса 2656
- Vindel Pérez, Ingrid. Crónica de 1344, edición y estudio : в 2 т. / Tesis doctoral de Ingrid Vindel Pérez dirigida por Inés Fernández-Ordóñez. — Universidad Autónoma de Barcelona, 2015. — 1355 p.

Заключительная и ранее не публиковавшаяся часть хроники о правлении кастильских королей Альфонсо X и Альфонсо XI
- De Afonso X a Afonso XI : Edição e estudo do texto castelhano dos reinados finais da 2ª redacção da Crónica de 1344 / Com direcção de Maria do Rosário Ferreira, colaboração de Maria Joana Gomes, Ana Sofia Laranjinha, José Carlos Ribeiro Miranda, Filipe Alves Moreira, António Resende de Oliveira, Ricardo Pichel Gotérrez. — Paris : SEMH-Sorbonne — CLEA (EA 4083), 2015.